# 中国哲学史学会
中国哲学史学会是中华人民共和国中国哲学史学者组成的全国性、学术性、非营利性社会团体，由中国社会科学院主管，1979年10月在山西省太原市成立。